# 日下力
日下 力（くさか つとむ、1945年1月10日 - ）は、日本の国文学者、早稲田大学名誉教授。専門は中世軍記物語。

## 人物
新潟県佐渡生まれ。1968年早稲田大学第一文学部文学科国文学専修卒業、1971年同大学大学院文学研究科修士課程修了。1972年、岩手大学教育学部助手、1974年、同専任講師、1977年同助教授。1977年、日本古典文学会賞、第9回窪田空穂賞受賞。1979年、早稲田大学文学部助教授、1984年、同教授。1998年「平治物語の成立と展開」で早稲田大学文学博士。2013年選択定年により早稲田大学を退職。

## 著書
- 『平治物語』岩波セミナーブックス　1999
- 『平治物語の成立と展開』汲古書院 1997
- 『平家物語の誕生』岩波書店 2001
- 『平家物語転読 何を語り継ごうとしたのか』笠間書院 2006 (古典ルネッサンス)
- 『いくさ物語の世界 中世軍記文学を読む』岩波新書　2008
- 『中世尼僧愛の果てに 『とはずがたり』の世界』角川選書　2012
- 『「平家物語」という世界文学』笠間書院, 2017
- 『中世日本文学の探求』汲古書院, 2019

### 共編・校訂訳
- 『日本絵巻大成 13 平治物語絵詞』小松茂美監修・松原茂共編 中央公論社 1977.9、普及版1988.3
- 『保元物語・平治物語』ほるぷ出版(日本の文学)　1986
- 『軍記物語集』早稲田大学出版部 (早稲田大学蔵資料影印叢書)　1990
- 『新日本古典文学大系 43 平治物語』岩波書店 1992.7
- 『承久記 前田家本』田中尚子・羽原彩共編 汲古書院 2004.10
- 『平家物語を知る事典』鈴木彰・出口久徳共著 東京堂出版 2005.6
- 『平家物語大事典』大津雄一・佐伯真一・櫻井陽子共編 東京書籍 2010.11
- 『保元物語 現代語訳付き』[角川ソフィア文庫] 2015
- 『平治物語 現代語訳付き 角川ソフィア文庫 2016.12